# Боралдай (аеропорт)
Аеропо́рт «Боралда́й» (англ. Boraldai Airport) (IATA: BXJ, ICAO: UAAR) — аеропорт місцевих повітряних ліній поблизу міста Алмати в Казахстані. Знаходиться за 5 кілометрів на північний захід від міста, на східній околиці селища Боралдай.
Летовище «Боралдай» 3 класу, придатне для прийому літаків Ан-24, Ан-26, Ан-30, Ан-72 і більш легких, а також для вертольотів всіх типів. Площа летовища — 70,5 га. В аеропорту є аеровокзал площею 1 501 м², виробнича будівля авіаційно-технічної бази площею 1 981 м², два адміністративно-виробничі будівлі площею 2 495 м², склад ПММ на 3 400 тонн та інша інфраструктура.
Власником аеропорту є АТ «Альтаїр Ейр». Крім аеропорту, компанія має у власності 5 літаків Ан-30, 1 літак Ан-26 і 6 вертольотів Мі-8Т.
В аеропорту базується авіакомпанія «Бурундайавіа», авіапарк якої складається з тринадцяти вертольотів Мі-8МТВ-1 (Мі-17-1В) і одного вертольота Мі-8Т. Авіакомпанія створена в 1997 році на базі Бурундайского об'єднаного авіазагону (БОАЗ). БОАЗ існував з 1946 (до 1965 носило назву «Казаська експедиція № 9»); з 1975, крім вертольотів сімейства Мі-8 і літаків Ан-2 авіапарк загону включав літаки Ан-30 (для виконання аерофотозйомок) і Ан-26 (для перевезень вантажів).
З аеропорту здійснюються вертолітні екскурсії по мальовничих околицях Алмати; щорічно проводиться шоу малої авіації Казахстану.
Організація «Федерація повітроплавців Альтаїр» здійснює в аеропорту Боралдай підготовку курсантів — любителів польотів на літаку Як-18Т.
Крім цивільної авіації, в аеропорту базується державна авіація — авіаційні підрозділи прикордонних військ, МНС і МВС Казахстану.